# Villigiso di Magonza
Villigiso (in tedesco Willigis; Schöningen, 940 – Magonza, 23 febbraio 1011) fu cappellano e consigliere di Ottone I e di Ottone II, quindi arcivescovo di Magonza e arcicancelliere imperiale. Svolse una politica di pacificazione civile e promosse la diffusione del cristianesimo nello Schleswig, nello Holstein e in Svezia.
È venerato come santo.

## Biografia
Tietmaro lo vuole di umili origini, anche se questa interpretazione non è accettata in modo unanime, in quanto i genitori forse erano nobili ma poveri (tanto da dover coltivare direttamente la terra), senza contare che Tietmaro considera di umili origini chiunque fosse sotto il suo elevato livello aristocratico, come sottolineato da Leyser. Sempre Tietmaro narra la sua nascita, descritta come miracolosa: la madre, durante il parto, sognò infatti un sole che usciva dal suo grembo destinato ad illuminare il mondo; la notte del parto, inoltre, il bestiame nella casa si rivolse in modo riconoscente sulla donna. La nascita di Villigiso fu seguita contemporaneamente dalla nascita di molti maschi.
Villigiso divenne principe-arcivescovo di Magonza nel 975 e poi arcicancelliere dell'Impero. Nel 983 l'imperatore Ottone II durante una dieta a Verona incaricò Villigiso, allora vescovo di Magonza, dell'amministrazione della regione a nome dell'imperatore. Villigiso iniziò a costruire la sua cattedrale, il duomo di Magonza dopo il 975.
Egli fu coinvolto nel conflitto di Gandersheim.
La chiesa di Santo Stefano venne costruita nel 990 da Villigiso come "luogo di preghiera dell'impero" per Teofano. È un edificio in stile gotico ed oggi è la principale chiesa gotica della città e del Reno centrale. Villigiso ha anche elevato la basilica di San Martino in Bingen am Rhein al rango di una chiesa collegiata.
Egli incoronò Enrico II il Santo, nel 1002, in seguito alla morte del cugino Ottone III, come re dei Franchi Orientali a Magonza.
La sua figura è riportata nelle Deutsche Sagen dei fratelli Grimm.

## Culto
La Chiesa cattolica lo considera santo e lo commemora il 23 febbraio. Dal Martirologio Romano: "A Magonza nella Franconia in Germania, san Villigiso, vescovo, insigne per lo zelo pastorale".

## Successione apostolica
La successione apostolica è:
- Vescovo Dětmar (Thietmar) di Praga, O.S.B. (976)
- Vescovo Gebardo di Costanza (979)
- Vescovo Etico dei Guelfi di Augusta (982)
- Vescovo Adalberto di Praga, O.S.B. (982)
- Vescovo Leuthold (Liutolf) di Augusta (989)
- Vescovo Bernoardo di Hildesheim (993)
- Vescovo Thiddag (Thieddag) di Praga, O.S.B. (998)
- Vescovo Burcardo di Worms (1000)
- Vescovo Eberardo di Bamberga (1007)
- Vescovo Meinwerk (1009)